# Пургуридес, Христос
Христос Пургуридес (греч. Χρίστος Πουργουρίδης; 3 октября 1945, Мониатис, Лимасол, Республика Кипр) — кипрский политик. Депутат Парламента Республики Кипр от партии Демократическое объединение. С 2002 года — член Парламентской ассамблеи Совета Европы. Являлся членом группы Европейской народной партии, докладчиком комиссии по юридическим вопросам и правам человека ПАСЭ.
В конце 2003 году побывал в Минске. Занимался расследованием дел исчезнувших политиков Белоруссии и обвинял в их убийстве белорусскую власть. Пургуридес призвал Министра обороны Кипра прекратить сотрудничество с Белоруссией, также он заявил: «отстранение Лукашенко от власти будет последним, что я сделаю в политике». Позже ему был запрещён въезд в Белоруссию.